# Ahmad Szah Masud

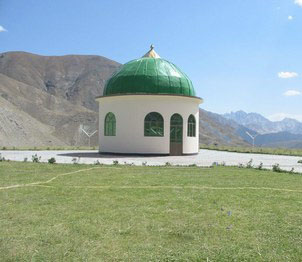
Grobowiec „Lwa Pandższiru”

Masud Ahmad Szah (pers. احمد شاه مسعود ur. 1 września 1953 w Bazaraku, zm. 9 września 2001 w Tacharze) – afgański dowódca wojskowy i polityk, zwany „Lwem Pandższiru”, z pochodzenia Tadżyk. Syn oficera królewskiej armii afgańskiej.

## Życiorys
W pierwszej połowie lat 70. studiował na politechnice w Kabulu, gdzie związał się z młodymi rewolucjonistami muzułmańskimi. Po przewrocie komunistycznym w Afganistanie był jednym z komendantów partyzanckich, dowodzącym siłami mudżahedinów w Dolinie Pandższeru w czasie wojny afgańskiej. Wsławił się bohaterską postawą podczas obrony Doliny przed wojskami rządowymi i radzieckimi, wykazując się nieprzeciętnymi zdolnościami dowódczymi i cechami charakteru, co przysporzyło mu przydomek „Lwa Pandższiru”. Należał do Stowarzyszenia Muzułmańskiego, pozostając pod duchowym i politycznym wpływem Burhanuddina Rabbaniego. W 1992 dowodził wojskami mudżahedinów, które zajęły Kabul.
Minister obrony oraz wiceprezydent kraju w rządzie Rabbaniego. Zwolennik liberalnego kursu politycznego i demokratycznego państwa opartego na fundamencie islamskim.
Od 1994 walczył na terenie Afganistanu przeciw talibom, a po utracie Kabulu i opanowaniu przez nich większości kraju został w 1996 dowódcą wojskowym Sojuszu Północnego, broniącego ostatniego wolnego terytorium w północno-wschodniej części kraju.

### Śmierć
Sprawcami jego zabójstwa w 2001 było dwóch Arabów podających się za dziennikarzy. Ładunek wybuchowy ukryli w kamerze. O zlecenie zamachu oskarżana jest Al-Ka’ida, która dwa dni później przeprowadziła ataki na World Trade Center i Pentagon. Niektóre tropy wskazują też na rosyjskie lub pakistańskie służby specjalne. Masud został pochowany w Dolinie Pandższeru na wzgórzu obok rodzinnej wsi.